# Josef Siegele
Josef Siegele (19. června 1858 Tobadill – 5. ledna 1945 Tobadill) byl rakouský křesťansko sociální politik, na počátku 20. století poslanec Říšské rady, v poválečném období poslanec rakouské Národní rady.

## Biografie
Vychodil národní školu a gymnázium. Pak sloužil v armádě, kde dosáhl poddůstojnickou hodnost. Působil jako rolník, hostinský a od roku 1891 i jako poštmistr v obci Arzl im Pitztal. Byl předsedou spořitelny a záložny v Arzl im Pitztal. Angažoval se v Křesťansko sociální straně Rakouska. V rámci vítězství křesťanských sociálů v zemských volbách roku 1908 usedl i jako poslanec Tyrolského zemského sněmu a setrval v něm do roku 1918. Soustřeďoval se na zemědělská témata. Díky jeho mnohaleté iniciativě byl roku 1919 založen zemědělský učitelský ústav v Imstu. Od března 1918 byl předsedou zemské zemědělské rady, přičemž v této funkci vystřídal Josefa Schraffla. V této době prosadil zákon o převodu půdy, který pak byl v platnosti po více než půl století. V roce 1921 rovněž inicioval vznik rolnických nemocničních pokladen v Tyrolsku.
Na počátku 20. století se zapojil i do celostátní politiky. Ve volbách do Říšské rady roku 1907, konaných poprvé podle všeobecného a rovného volebního práva, získal mandát v Říšské radě (celostátní zákonodárný sbor) za obvod Tyrolsko 12. Usedl do poslanecké frakce Křesťansko-sociální sjednocení. Mandát obhájil za týž obvod i ve volbách do Říšské rady roku 1911 a byl členem klubu Křesťansko-sociální klub německých poslanců. Ve vídeňském parlamentu setrval až do zániku monarchie. Profesně byl k roku 1911 uváděn jako rolník a poštmistr.
Po válce zasedal v letech 1918–1919 jako poslanec Provizorního národního shromáždění Německého Rakouska (Provisorische Nationalversammlung).V roce 1922 se ze zdravotních důvodů stáhl z politického života a věnoval se správě svého hospodářství.